# Sandu (köpinghuvudort i Kina, Zhejiang Sheng, lat 29,54, long 119,57)
Sandu (kinesiska: 三都镇) är en köpinghuvudort i Kina. Den ligger i provinsen Zhejiang, i den östra delen av landet, omkring 98 kilometer sydväst om provinshuvudstaden Hangzhou. Antalet invånare är 18 356. Befolkningen består av 9 046 kvinnor och 9 310 män. Barn under 15 år utgör 12,0 %, vuxna 15-64 år 71 %, och äldre över 65 år 15,0 %.
Runt Sandu är det tätbefolkat, med 427 invånare per kvadratkilometer. Närmaste större samhälle är Qiantan, 9,8 km norr om Sandu. I omgivningarna runt Sandu växer i huvudsak blandskog.
Genomsnittlig årsnederbörd är 2 196 millimeter. Den regnigaste månaden är juni, med i genomsnitt 436 mm nederbörd, och den torraste är januari, med 75 mm nederbörd.